# Naranjo de Jorullo
Naranjo de Jorullo är en ort i Mexiko.   Den ligger i kommunen La Huacana och delstaten Michoacán de Ocampo, i den södra delen av landet, 280 km väster om huvudstaden Mexico City. Naranjo de Jorullo ligger 797 meter över havet och antalet invånare är 216.
Terrängen runt Naranjo de Jorullo är varierad. Runt Naranjo de Jorullo är det glesbefolkat, med 16 invånare per kvadratkilometer. Närmaste större samhälle är La Huacana, 8,3 km väster om Naranjo de Jorullo. Trakten runt Naranjo de Jorullo består till största delen av jordbruksmark.